# Musawengosi Mguni
Musawengosi Mguni (ur. 8 kwietnia 1983 w Harare) – zimbabwejski piłkarz, grający na pozycji napastnika, reprezentant Zimbabwe.

## Kariera piłkarska

### Kariera klubowa
W 2001 rozpoczął karierę piłkarską w miejscowym klubie Motor Action Harare. W latach 2003–2004 występował w południowoafrykańskich klubach Hellenic FC i Orlando Pirates. Potem od 2005 bronił dwa i pół roku cypryjskiej Omonii Nikozja. 5 czerwca 2008 został kupiony za 1,5 mln euro do Al-Shabab Dubaj. 17 czerwca 2009 przeszedł do Metałurha Donieck. 2 lutego 2011 podpisał kontrakt z rosyjskim klubem Terek Grozny. W 2012 doznał kontuzji, którą leczył przez rok. W czerwcu 2013 powrócił do Metałurha Donieck. Ale nie zagrał żadnego meczu i podczas przerwy zimowej sezonu 2013/14 opuścił doniecki klub.

### Kariera reprezentacyjna
Od 2004 jest zawodnikiem reprezentacji Zimbabwe.

## Sukcesy i odznaczenia

### Sukcesy klubowe
- zdobywca Pucharu Cypru: 2005
- finalista Pucharu Ukrainy: 2010